# Bera'isole
Bera'isole (ou Bera'esoli ou encore Bera’isolē) est une ville du sud de l'Érythrée qui borde la Mer Rouge. Elle est située dans la région du Debub-Keih-Bahri au nord du district du Denkalya méridional. La ville se trouve à environ 30 km au nord de Saline.